# فاصولياء
الفاصُولِيَة أو الفاصُولِيَاء اسمٌ شائع لبذور مجموعة من النباتات المتنوعة التابعة لأجناس من الفصيلة البُقُولية (دوريًا أو القَرْنية) (Leguminosae). تُستعمل معظم أنواعِها غذاءً للإنسان.

## المصطلحات

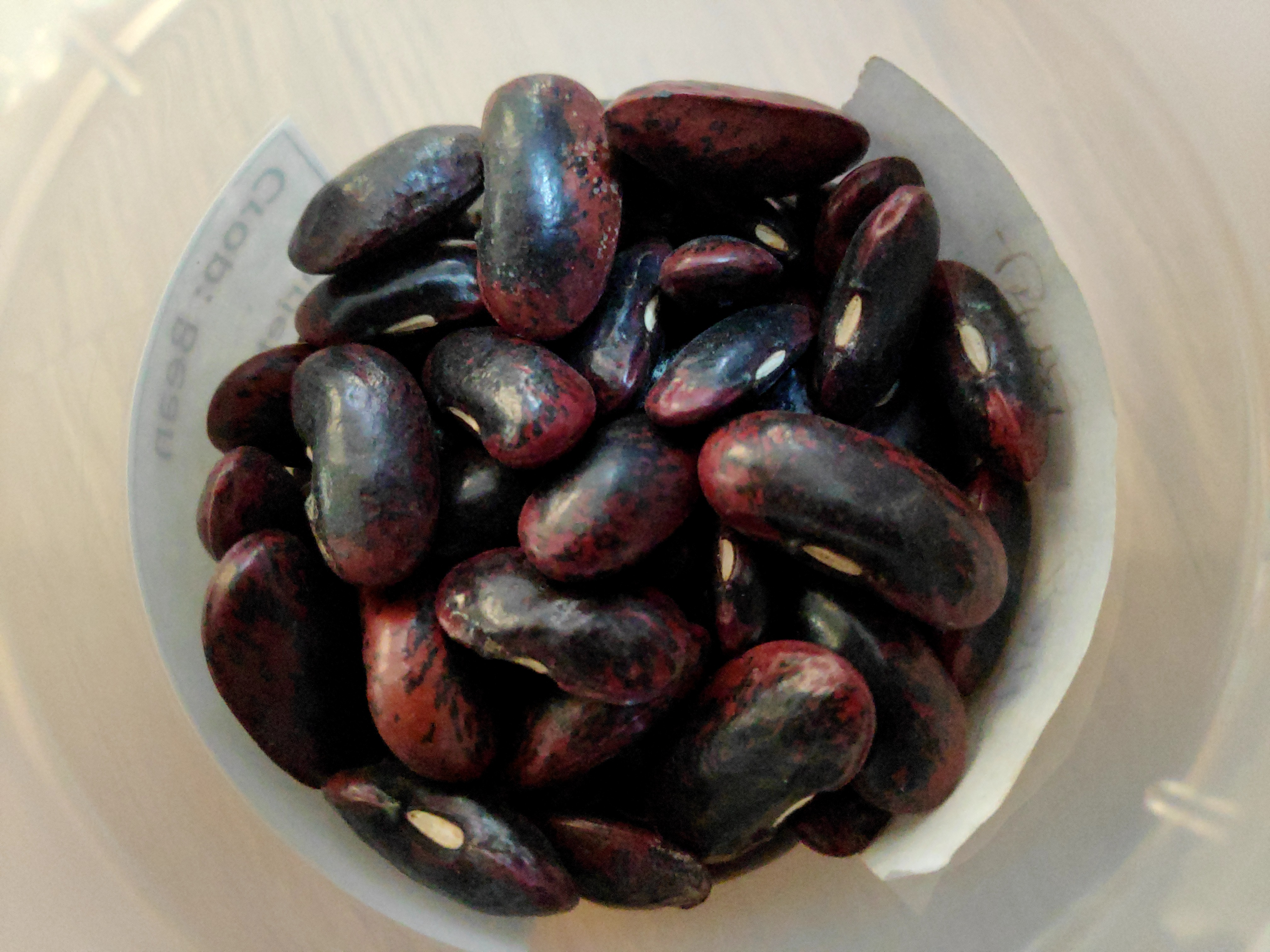
ول محلي بهوت من موستانج، نيبال

أشار مصطلح الفاصوليا في الأصل إلى بذور وثمار الفاصوليا الخضراء،[بحاجة لمصدر] ولكن المصطلح اتسع لاحقا ليشمل أعضاء جنس العالم الجديد الفاصوليا، مثل الفاصولياء الشائعة والفاصوليا الإسبانية، والجنس المرتبط اللوبيا (Vigna). يشمل المصطلح حاليًا بصورة عامة العديد من النباتات الأخرى ذات الصلة مثل أنواع العالم القديم كالفول الصويا، والبازلاء، والحمص (garbanzos)، والبيقية، والترمس.[بحاجة لمصدر]
وأحيانًا يتم استخدام مصطلح الفاصوليا (Bean) كمرادف لحَبوب البقول،[بحاجة لمصدر] وهي بقول صالحة للأكل، على الرغم من أن مصطلح حبوب البقول عادة ما يكون مخصصًا للمحاصيل البقولية التي يتم حصدها من أجل بذورها الجافة. لا يشمل مصطلح الفاصوليا عادةً المحاصيل التي تستخدم أساسًا في استخلاص الزيوت (مثل فول الصويا والفول السوداني)، وكذلك تلك التي تستخدم فقط لأغراض الزراعة (مثل البرسيم والفصفصة (البرسيم الحجازي)). لا تعتبر حبوب المحاصيل القرنية التي يتم حصادها وهي خضراء للأغراض الغذائية، مثل البازلاء الخضراء، وبازلاء الثلج، وهلم جرا من حبوب الفاصوليا، ولا يتم تصنيفها ضمن محاصيل الخضراوات. وفقا لمنظمة الأغذية والزراعة التابعة للأمم المتحدة، ينبغي أن يشمل مصطلح الفاصوليا (bean) أنواع الفاصوليا (Phaseolus) فقط، إلا أن تعريف الإجماع الصارم قد ثبتت صعوبته لأن في الماضي، كان يتم تصنيف عدة أنواع مثل اللوبيا (Vigna) (المقرنة (لوبيا الازوكي)، ولوبيا مونغو (الصبغة السوداء)، ردياتا (radiata) (لوبيا مونج)، ولوبيا اقونيطية الورق (aconitifoli) (لوبيا العث) كأنواع من الفاصوليا وثم أُعيد تصنيفها لاحقا. وبالتالي، استخدام مصطلح الفاصوليا للإشارة إلى أنواع أخرى غير الفاصوليا (Phaseolus) لا يزال أمرًا قائمًا. وفي بعض البلدان، قد يشير مصطلح الفاصوليا إلى مجموعة من الأنواع المختلفة.
في استخدام اللغة الإنجليزية لكلمة الفاصوليا (bean)، نجد أنها تُستخدم أحيانا للإشارة إلى بذور أو قرون النباتات التي لا تنتمي لفصيلة القرنيات، ولكنها تحمل تشابهًا سطحيًا للفاصوليا الحقيقية ــ على سبيل المثال بن القهوة، وبذور الخروع، وحبوب الكاكاو (التي تشبه بذور الفاصوليا)، وحبوب الفانيليا، التي تشبه بشكل سطحي قرون الفاصوليا.

## الزراعة
تعد الفاصوليا من المحاصيل الصيفية التي تحتاج إلى درجات حرارة عالية لكي تنمو، على عكس البازلاء ذات الصلة الوثيقة. وعادةً ما يكون النضج بعد فترة تتراوح من 55 إلى 60 يومًا من الزراعة إلى الحصاد. وعندما تنضج قرون الفاصوليا تجف ويتحول لونها إلى الأصفر، ويتغير لون الفول بداخلها من الأخضر إلى لون النضج. وبطبيعة كونها نباتات كرمية، تحتاج نباتات الفاصوليا إلى دعم خارجي يمكن تقديمه في شكل «أقفاص للفاصوليا» أو أعمدة. كان الأميركيون الأصليون يزرعونها عادةً بجانب الذرة والكوسا (ما يسمى الأخوات الثلاثة)، حيث تعمل سيقان الذرة الطويلة كدعامات لنباتات الفاصوليا.
في الآونة الأخيرة، قد تطورت ما تُسمى «بشجيرة الفاصوليا» بحيث لا تحتاج إلى دعم كما تطورت جميع قرونها في الوقت ذاته (بدلا من الفاصوليا القطبية التي تتطور تدريجيا). يجعل هذا الأمر شجيرات الفاصوليا أكثر عملية بالنسبة للإنتاج التجاري.

## معلومات تاريخية
(Annibale Carracci)

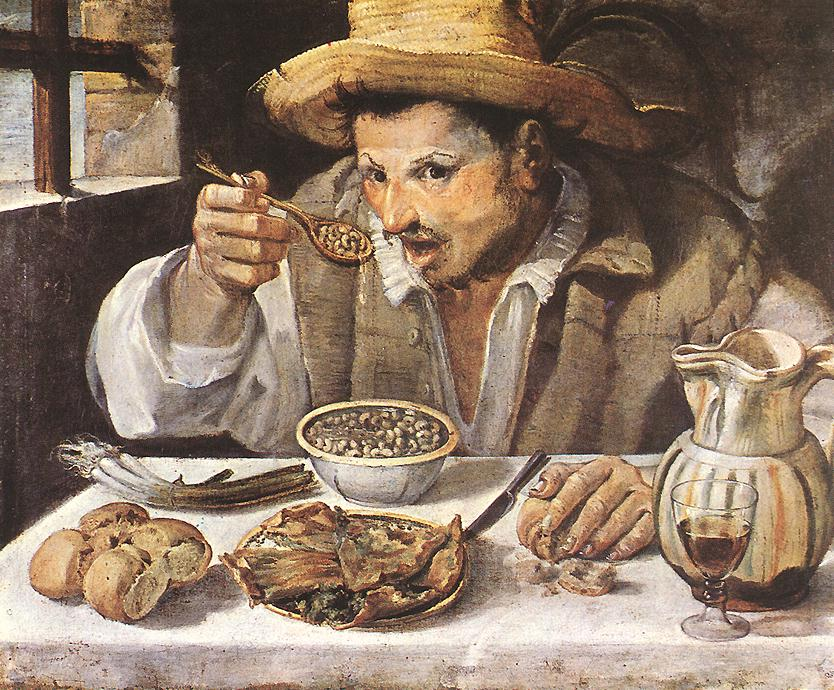
آكل الفاصوليا (Beaneater) بواسطة أنيبل كراسي

تعد الفاصوليا من أطول النباتات المزروعة. يتم زراعة الفول، ويسمى أيضًا بالفول الأخضر، وهو بحجم ظفر أصبع صغير، في أفغانستان وعلى سفوح جبال الهيمالايا. وكان يتم زراعة الفاصوليا في تايلاند، في شكل محسن عن الأنواع المزروعة طبيعيًا، منذ وقت مبكر من الألفية السابعة قبل الميلاد، التي سبقت العصر السيراميكي. وقد كان يتم وضعها مع الموتى في مصر القديمة. لم تظهر الفاصوليا كبيرة البذور في إجة بأيبيريا وأوروبا الواقعة وراء جبال الألب قبل الألفية الثانية قبل الميلاد. يوجد في الإلياذة (Iliad) (في وقت متأخر من القرن الثامن) إشارة عابرة لحبوب فاصوليا والحمص ملقاة على البيدر.
كانت ولا تزال الفاصوليا إلى اليوم مصدرًا هامًا بروتين على مر التاريخ العالمي القديم والجديد.
تم العثور على أقدم الحبوب المستأنسة المعروفة في الأمريكتين في كهف غويتاريرو، وهو موقع أثري في بيرو، ويرجع تاريخها إلى الألفية الثانية قبل الميلاد تقريبًا.
تُؤكل معظم الأنواع عادة طازجة أو مجففة، وتأتي أنواع الفاصوليا في الأصل من الأمريكتين، وقد رآها الأوربيون لأول مرة عندما وجدها كريستوفر كولومبوس تنمو في الحقول، خلال استكشافه لجزر الباهاما. ولقد تم استئناس خمسة أنواع من حبوب الفاصوليا  بواسطة شعب ما قبل كولومبوس: نمت (الفاصوليا الشائعة) (Phaseolus vulgaris) من شيلي حتى الجزء الشمالي مما هو يُعرف الآن بالولايات المتحدة، وفاصوليا ليما وفاصوليا سيفا (الفاصوليا الهلالية)، فضلاً عن التيباري الأقل المنتشرة على نطاق واسع (فاصوليا أكتيفوليوس) (Phaseolus acutifolius)، والفاصوليا الإسبانية القرمزية (فاصيلوس كوسينس) (Phaseolus coccineus)، وفاصوليا بوليانتوس (فاصيلوس بوليانتوس) ، أحد استخدامات شعب ما قبل كولومبوس المميزة المشهورة للفاصوليا شمالاً حتى ساحل المحيط الأطلسي هو «الأخوات الثلاث» أسلوب الجمع بين زراعة النباتات:
على الساحل الشرقي لما يعرف الآن بالولايات المتحدة، تقوم بعض القبائل بزراعة الذرة الصفراء، والفاصوليا، والقرع معًا بشكل مختلط، وهو نظام نشأ في المكسيك. لم يكن بالإمكان زراعة الذرة في صفوف كما هو الحال اليوم، ولكن بطريقة مربعات/سداسية عشرية عبر الحقل، في رقع منفصلة من 1 إلى 4 سيقان لكل رقعة.
زرعت الفاصوليا حول قاعدة من السيقان النامية، وتنمو تعريشة النبات لأعلى مع نمو الساق. كانت جميع أنواع الفاصوليا الأمريكية نباتات كرمية، أما «فاصوليا الشجيرات» فقد تم تهجينها مؤخرًا. كانت سيقان الذرة تعمل كتعريشة للفاصوليا، والفاصوليا بدورها توفر النيتروجين الذي تحتاجه الذرة.
عندئذ تتم زراعة القرع في الفراغات بين رقع الذرة في الحقل. ومن شأن الذرة توفير مأوى خفيف للفاصوليا من الشمس، ومنع العديد من الحيوانات من مهاجمة الذرة والفاصوليا لأن كرومها الخشنة المتوبرة، وأوراقها العريضة الصلبة تشكل صعوبة وعدم ارتياح للحيوانات مثل الغزلان وحيوانات الراكون التي تتوغل في الحقول، والغربان التي تحط عليها، إلخ.
تأتي الفاصوليا الجافة من أصناف العالم القديم من أصناف الفاصوليا العريضة (الفول) وأصناف العالم الجديد (اللوبيا، والفاصوليا السوداء، والتوت البري، والفاصوليا المنقطة، والبحرية).
يعتبر نبات الفاصوليا نباتًا مستقبلا للشمس، وهذا يعني أن الأوراق تنحني على مدار اليوم لمواجهة الشمس. وفي الليل، ترجع في وضع منطوٍ «نوم».

## الأصناف
حاليًا، تضم البنوك الجينية للعالم حوالي 40000 نوع من الفاصوليا، على الرغم أن الذي يتم إنتاجه بشكل ضخم للاستهلاك المنتظم هو جزء واحد فقط.
تتضمن بعض أصناف الفاصوليا:
- الفول (Vicia)
  - فول الخيل أو الفول العريض

- اللوبيا (Vigna)

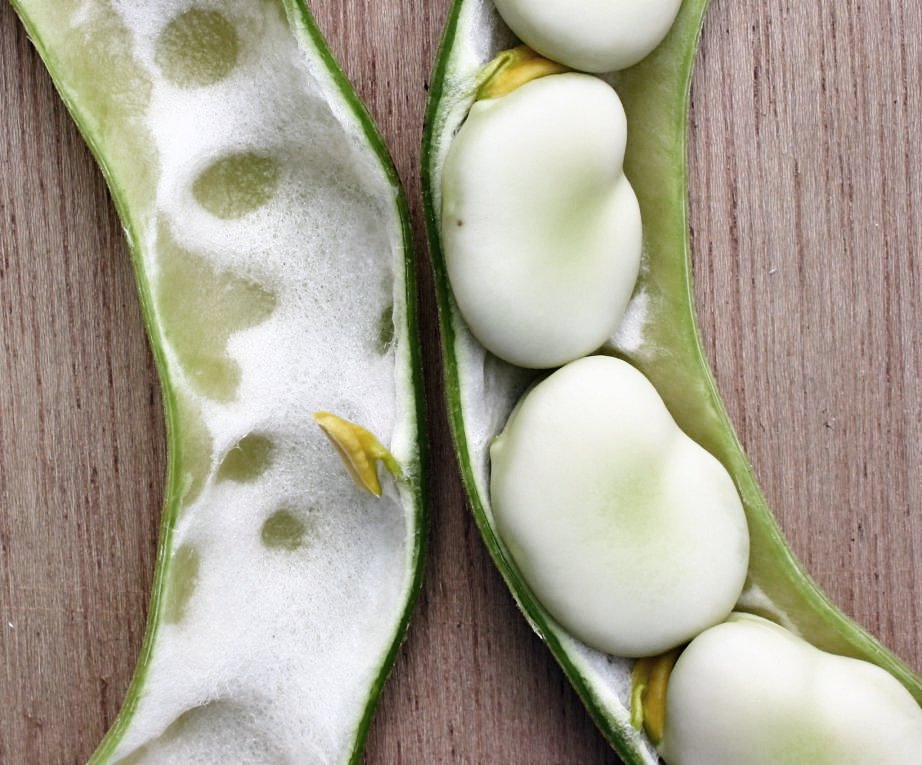
فول الخيل أو الفول العريض، معروف في الولايات المتحدة باسم فول فافا

  - لوبيا أقونيطية الورق (aconitifolia) أو لوبيا العث
  - اللوبيا الخشنة (angularis) أو لوبيا الأزوكي
  - لوبيا المنغو أو لوبيا يورد (urad bean)
  - اللوبيا الشعاية (radiata Vigna) أو لوبيا مونغ
  - اللوبيا الخيمية (V. umbellatta) أو لوبيا الأرز
  - اللوبيا الظفرية (Vigna unguiculata) أو اللوبيا البيضاء (بما في ذلك اللوبيا السنة الواحدة، لوبيا ياردلونغ وغيرها)
- الحمص (Cicer)
  - حمص معروف (C. arietinum) أو الحمص (معروف أيضًا باسم حمص غاربنزو)
- البازلاء (Pisum)
  - البازلاء الخضراء (P. sativum) أو البسلة
- الجلبان (Lathyrus)
  - الجلبان الحرجي (Lathyrus sativus) (البازلاء الهندية)
  - الجلبان الدرني (Lathyrus tuberosus) (البازلاء الدرنية)
- عدس

- - العدس المطبخي أو العدس
- اللبلاب (Lablab)

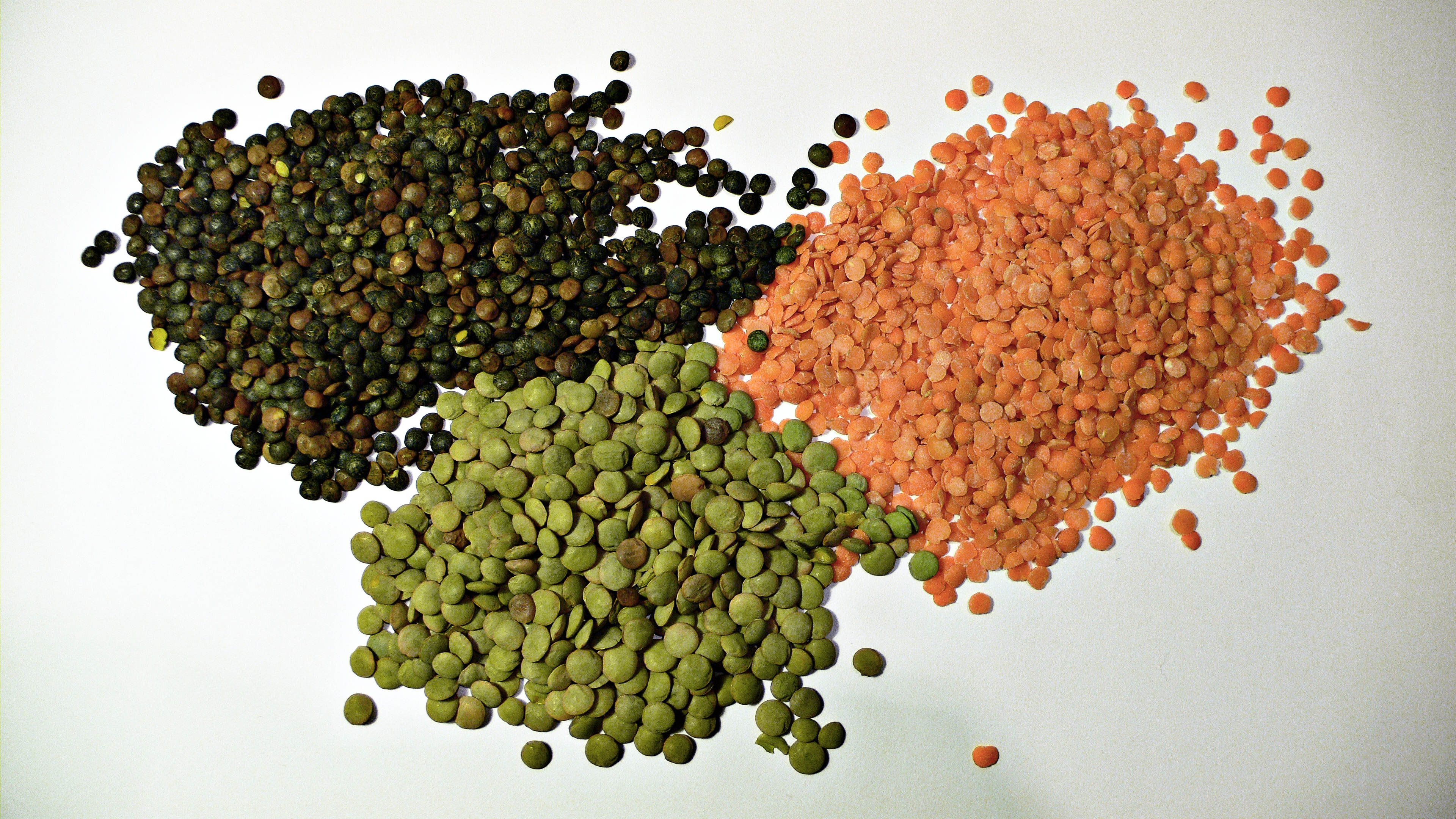
العدس (Lentils)

  - لوبيا لبلابية (L. purpureus) أو اللبلاب (hyacinth bean)

- الفاصوليا (Phaseolus)

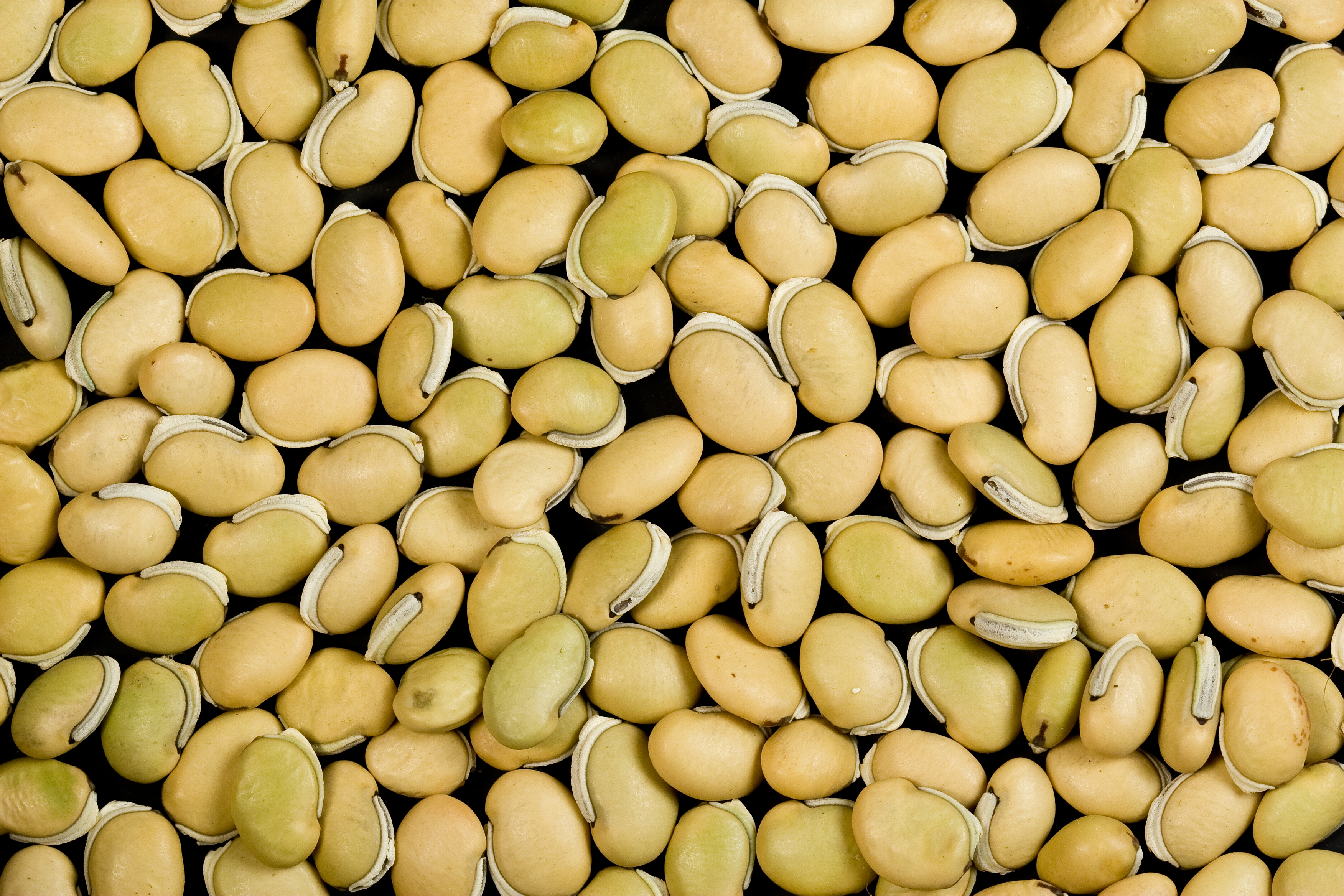
اللوبيا اللبلابية (Hyacinth Beans)

  - فاصوليا حادة الأوراق (P. acutifolius) أو فاصوليا تيباري (tepary bean)
  - فاصوليا قرمزية (P. coccineus) أو الفاصوليا الإسبانية (runner bean)
  - فاصوليا هلالية (P. lunatus) أو فاصوليا ليما (lima bean)
  - الفاصوليا الخضراء (P. vulgaris) أو الفاصوليا الشائعة (تشمل أيضًا الفاصوليا المنقطة، والفاصوليا المعروفة، والكابارونس (caparrone)، والعديد من الأصناف الأخرى)
  - فاصوليا زهرة الربيع (تعرف أيضًا بفاصوليا دوموسس (P. Dumosus) وقد تم اعتبارها منفصلة عن أنواع الفاصوليا في 1995)
- إغليسين (Glycine)
  - إغليسين ماكس (G. max) أو فول الصويا
- بسوفوكاربوس (Psophocarpus)
  - بسوفوكاربوس تتراغونولوبس (P. tetragonolobus) أو الفول الجناحي (winged bean)

 (winged bean)
- البسلة (Cajanus)

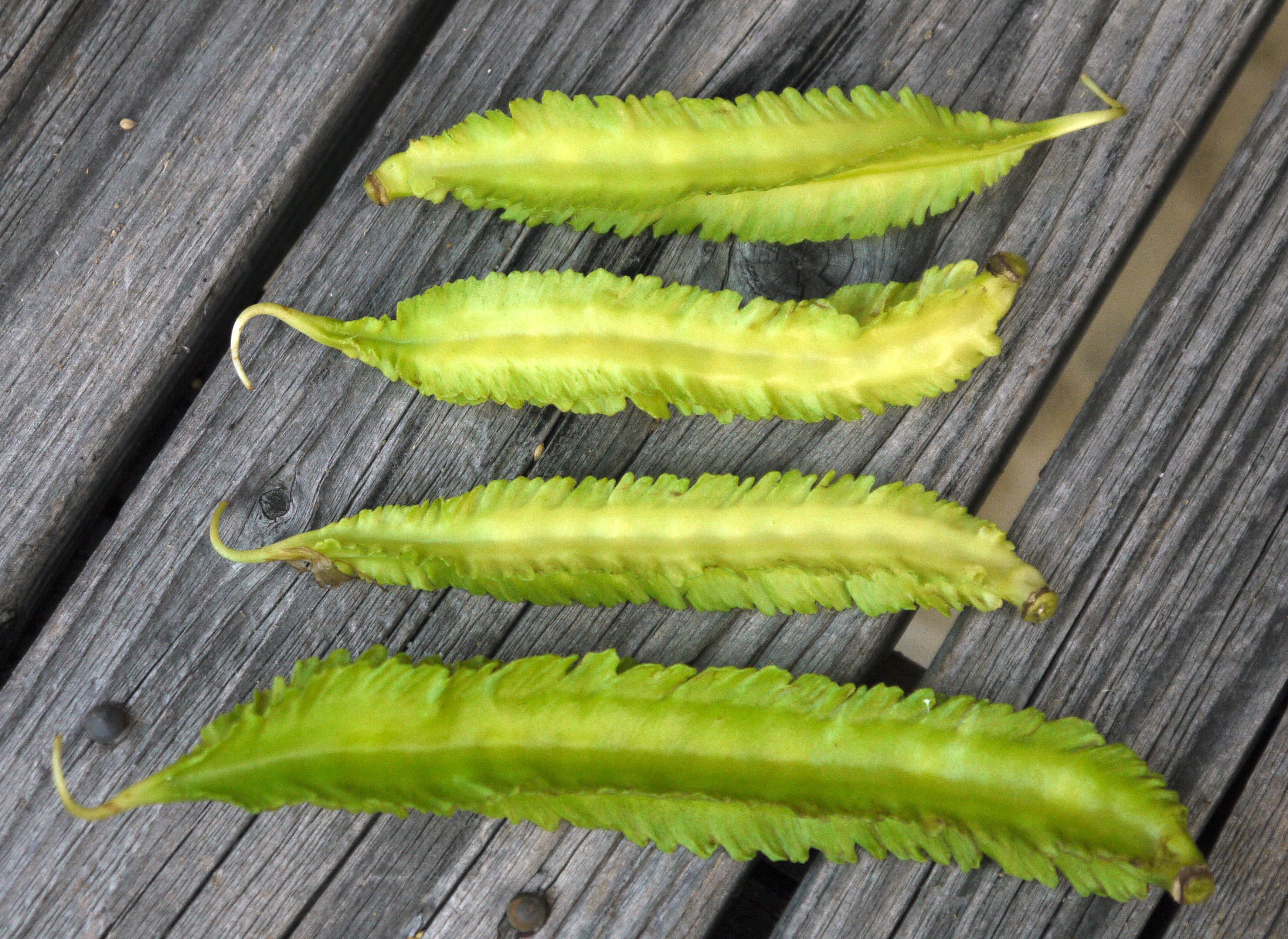
بسوفوكاربوس تتراغونولوبس (P. tetragonolobus) أو (الفول الجناحي)

  - البازلاء الهندية (C. cajan) أو البسلة الهندية (pigeon pea)
- ستيزولوبيوم (Stizolobium)
  - ستيزولوبيوم السندار (spp) أو الفاصوليا الناعمة (velvet bean)
- كياموبسيس (Cyamopsis)
  - غوار كياموبسيس (C. tetragonoloba) أو الغوار (guar)
- كانافليا (Canavalia)
  - كانافليا الخنحرية (C. ensiformis) أو فاصوليا المقبص
  - كانافليا غلادياتا (Canavalia gladiata) أو فاصوليا السيف
- مكروتيلوما (Macrotyloma)
  - مكروتيلوما وحيدة الزهرة (M. uniflorum) أو لبلاب الخيل
- ترمس أو (Lupin)
  - ترمس متبدل (Lupinus mutabilis) أو تروي
  - ترمس أبيض (Lupinus albus) أو الفاصوليا البيضاء
- أرترينا (Erythrina)
  - أرترينا هرباسيا (E. herbacea) أو الفاصوليا المرجانية

## السموم
بعض أنواع الفاصوليا الخام، وخاصة الحمراء الفاصوليا المعروفة، تحتوي على سموم ضارة (كتين بيتوهيماغلوتينن) (phytohaemagglutinin) والتي يجب إزالتها قبل الطهي. وهناك طريقة مستحسنة وهي غلي الفاصوليا لمدة لا تقل عن عشر دقائق، يمكن أن تكون الفاصوليا غير المطبوخة جيدا أكثر سمية من الفاصوليا الخام.
وقد لا يقضي طبخ الفاصوليا في موقد بطيء، نظرًا لدرجات الحرارة المنخفضة التي غالبًا ما يتم استخدامها، على السموم على الرغم من أن الفاصوليا لا يكون لها رائحة أو طعم 'سيئ' (رغم أن هذا الأمر لا يشكل مشكلة إذا وصل الطعام لدرجة الغليان وظل كذلك لبعض الوقت).
كما يتم استخدام التخمير في بعض رقاع إفريقيا لتحسين القيمة الغذائية للفاصوليا عن طريق إزالة السموم. يحسن التخمير غير المكلف التأثير الغذائي لطحين الفاصوليا الجافة كما يحسن الهضم، وفقا لبحث شارك في إعداده إمير شيميلس (Emire Shimelis)، من برنامج الهندسة الغذائية في جامعة أديس أبابا (Food Engineering Program at Addis Ababa University). تعد الفاصوليا مصدرًا رئيسيًا للبروتين الغذائي في كلٍ من كينيا، وملاوي، وتنزانيا، وأوغندا، وزامبيا.

## التغذية
الفاصوليا بها كميات كبيرة من الألياف والألياف القابلة للذوبان، حيث يوفر كوب واحد من الفاصوليا المطبوخة بين 9 و13 جرامًا من الألياف. يمكن أن تساعد الألياف القابلة للذوبان على خفض الكوليسترول في الدم.">http://www.mayoclinic.com/health/fiber/NU00033</ref></a> كما أن الفاصوليا غنية بالبروتين، والكربوهيدرات المعقدة، وحمض الفوليك، والحديد.
- الحماية من السرطان:

يشير الدكتور جابر القطحاني أستاذ العقاقير إلى أن هناك الكثير من الأدلة على أن الفاصوليا لها خصائص مضادة للسرطان وهذا بسبب وجود ما يسمى بالاستروجين النباتي.
- خفض الكولسترول:

الفاصوليا غنية بالألياف الذائبة وهي تعمل على منع امتصاص الكولسترول من المعدة.
- التخسيس:

هناك دراسة أجريت عام 2011 أكدت أن اتباع النظام الغذائي النباتي كان الأفضل للتحكم في السعرات الحرارية التي يتناولها الإنسان، وأدى ذلك لإنقاص وزن المشاركين في الدراسة.

## الانتفاخ
تحتوي العديد من أصناف الفاصوليا الغذائية، بما في ذلك الفول العريض وفول الصويا، على سكريد قليل الحدود (oligosaccharides) (وخاصة الرافينوز (raffinose) والستكيوز (stachyose))، وهو نوع من الجزيئات السكرية ويوجد كذلك في الكرنب. ويعد إنزيم مضاد قليل السكاريد ضروريًا لهضم هذه الجزيئات السكرية بشكل جيد. ولأن الجهاز الهضمي الطبيعي للإنسان لا يحتوي على أي إنزيمات مضادة للاسكاريد، تقوم البكتيريا عادة بهضمه في الأمعاء الغليظة. تنتج عملية الهضم هذه انتفاخ البطن المسبب للغازات كمنتج ثانوي. ويعد هذا الجانب من عملية هضم الفاصوليا هو أساس لقافية الأطفال «الفاصوليا، الفاصوليا، الفاكهة الموسيقية».
بعض أنواع من العفن تنتج ألفا غالاكتوزيداز (alpha-galactosidase)، وهو إنزيم مضاد قليل السكاريد، الذي يمكن للبشر تناوله لتسهيل عملية هضم السكاريد في الأمعاء الدقيقة. يمكن إضافة هذا الإنزيم، يباع حاليًا في الولايات المتحدة بعلامات تجارية بينوس مانع التقلصات (Gas-X Prevention)، إلى الطعام أو تناوله منفردًا. في كثير من المطابخ يتم طهي الفاصوليا بجانب المواد الطاردة للريح مثل بذور اليانسون، وبذور الكزبرة، والكمون [بحاجة لمصدر].
هناك إستراتيجية فعالة وهي إشباع الفاصوليا بماء (صودا الخبز) القلوي طوال الليل قبل الشطف[بحاجة لمصدر]. أحيانا يتم إضافة الخل، ولكن بعد أن تنضج الفاصوليا فقط بحيث يتداخل الخل مع الفاصوليا اللينة.
وعادةً لا تسبب الفاصوليا المخمرة معظم المشاكل المعوية التي تسببها الفاصوليا غير المخمرة، نظرًا لأن الخميرة يمكن أن تستهلك السكريات الناتجة.

## الإنتاج

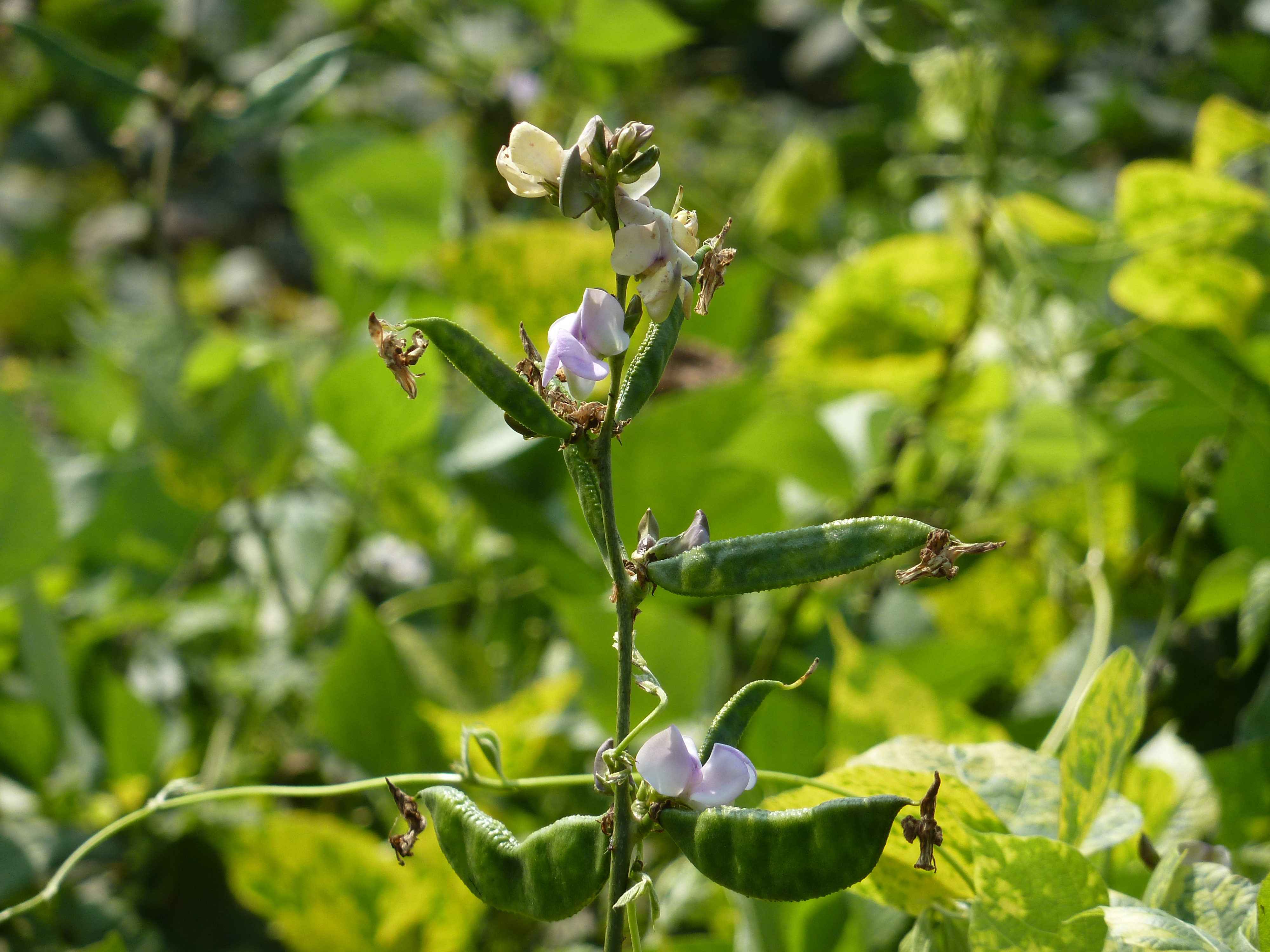
الفاصوليا وزهرة الفاصوليا المزروعة في ولاية البنغال الغربية، الهند

الهند هي الدولة الرائدة عالميًا في إنتاج الفاصوليا الجافة، تليها البرازيل وميانمار. وفي إفريقيا، تعتبر تنزانيا أهم الدول المنتجة لها.
| الهند | 4,870,000  |   |
| البرازيل | 3,202,150  |   |
| ميانمار | 3,029,800  | A |
| جمهورية الصين الشعبية | 1,538,693  |   |
| الولايات المتحدة | 1,442,470  |   |
| المكسيك | 1,156,250  |   |
| تنزانيا | 950,000    | F |
| أوغندا | 460,000    | F |
| كينيا | 390,598    |   |
| الأرجنتين | 338,120    |   |
| العالم | 23,230,000 | A |
| ليس رموزًا = رقم رسمي، P = رقم رسمي، F = تقدير منظمة الأغذية والزراعة (FAO)، * = غير رسمي/شبه-رسمي/بيانات مطابقة، C = الرقم المحسوب A = المجموع (ربما يتضمن الرسمية، أو شبه الرسمية، أو التقديرات)؛ المصدر: [<a href="http://faostat.fao.org/site/339/default.aspx">http://faostat.fao.org/site/339/default.aspx نسخة محفوظة 16 أكتوبر 2016 على موقع واي باك مشين.</a> الأغذية والزراعة منظمة الأمم المتحدة: القسم الاجتماعي والاقتصادي: الشعبة الإحصائية] |            |   |

## حواش
1. 1 2  المعجم الوسيط (1989)، ج. 2، ص. 691.
2. 1 2  المنجد في اللغة العربية المعاصرة (2000)، ص. 1097، دار المشرق.
3. ↑  "Definition And Classification Of Commodities (See Chapter 4)". FAO, United Nations. 1994. مؤرشف من الأصل في 2018-10-12.
4. ↑  L. Kaplan, "Legumes in the History of Human Nutrition" The World of Soy, 2008:27ff.
5. ↑  Chester F. Gorman, "Hoabinhian: a pebble-tool complex with early plant associations in Southeast Asia", Science, 1969.
6. ↑  Daniel Zohary and Maria Hopf Domestication of Plants in the Old World 2000:114.
7. ↑  "And as in some great threshing-floor go leaping From a broad pan the black-skinned beans or peas." (Iliad xiii, 589).
8. ↑  Chazan p. 271
9. ↑  Domestication, besides involving selection for larger seed size, also involved selection for pods that did not curl and open when ripe, scattering the beans they contained (Kaplan 2008:30)..
10. ↑  Kaplan 2008:30f).
11. ↑  Laura McGinnis and Jan Suszkiw, ARS. Breeding Better Beans. [<a href="http://www.ars.usda.gov/is/AR/archive/jun06/beans0606.htm?pf=1">http://www.ars.usda.gov/is/AR/archive/jun06/beans0606.htm?pf=1</a> Agricultural Research magazine. June 2006.] نسخة محفوظة 09 سبتمبر 2013 على موقع واي باك مشين.
12. 1 2  [<a href='http://www.fda.gov/Food/FoodSafety/FoodborneIllness/FoodborneIllnessFoodbornePathogensNaturalToxins/BadBugBook/ucm071092.htm'>http://www.fda.gov/Food/FoodSafety/FoodborneIllness/FoodborneIllnessFoodbornePathogensNaturalToxins/BadBugBook/ucm071092.htm</a> "Foodborne Pathogenic Microorganisms and Natural Toxins Handbook:  Phytohaemagglutinin"]. Bad Bug Book. United States إدارة الغذاء والدواء. اطلع عليه بتاريخ 2009-07-11. {{استشهاد ويب}}: تحقق من قيمة |مسار= (مساعدة)
13. ↑  Summary: [<a href="http://www.scidev.net/fr/climate-change-and-energy/tsunami/news/actualit-s-d-afrique-sub-saharienne-en-bref-du-25-.html">http://www.scidev.net/fr/climate-change-and-energy/tsunami/news/actualit-s-d-afrique-sub-saharienne-en-bref-du-25-.html نسخة محفوظة 22 مايو 2013 على موقع واي باك مشين.</a> Fermentation 'improves nutritional value of beans'] (Sub Saharan Africa page, Science and Development Network website). Paper: [<a href="http://www3.interscience.wiley.com/journal/119409208/abstract?CRETRY=1&SRETRY=0">http://www3.interscience.wiley.com/journal/119409208/abstract?CRETRY=1&SRETRY=0 نسخة محفوظة 5 يناير 2013 at Archive.is</a> Influence of natural and controlled fermentations on α-galactosides, antinutrients and protein digestibility of beans (Phaseolus vulgaris L.)] "نسخة مؤرشفة". مؤرشف من الأصل في 2013-05-22. اطلع عليه بتاريخ 2012-12-09.{{استشهاد ويب}}:  صيانة الاستشهاد: BOT: original URL status unknown (link)
14. 1 2  [<a href="http://www.mayoclinic.com/health/healthy-recipes/NU00410">http://www.mayoclinic.com/health/healthy-recipes/NU00410</a> Mixed Bean Salad] (information and recipe) from [<a href="http://www.mayoclinic.com/health/healthy-recipes">http://www.mayoclinic.com/health/healthy-recipes</a> The Mayo Clinic Healthy Recipes]. Accessed February 2010. نسخة محفوظة 31 ديسمبر 2013 على موقع واي باك مشين.
15. ↑  <a href="http://www.mayoclinic.com/health/fiber/NU00033 نسخة محفوظة 2019-08-06 على موقع واي باك مشين.
16. ↑  Harold McGee. Food and Cooking. ص. 486. Many legumes, especially soy, navy and lima beans, cause a sudden increase in bacterial activity and gas production a few hours after they're consumed. This is because they contain large amounts of carbohydrates that human digestive enzymes can't convert into absorbable sugars. These carbohydrates therefore leave the upper intestine unchanged and enter the lower reaches, where our resident bacterial population does the job we are unable to do.
17. ↑  Peter Barham. The Science of Cooking. ص. 14. we do not possess any enzymes that are capable of breaking down larger sugars, such as raffinose etc. These 3, 4 and 5 ring sugars are made by plants especially as part of the energy storage system in seeds and beans. If we ingest these sugars we can't break them down in the intestines, rather they travel down into the colon where various bacteria digest them - and in the process produce copious amounts of carbon dioxide gas